# チューしようぜ!
『チューしようぜ!』は、日本の女性アイドルグループであるアイドリング!!!とAKB48のコラボレーションユニット「AKBアイドリング!!!」の楽曲。楽曲は秋元康により作詞、ソングライターグループのBOUNCEBACKにより作曲されている。2009年4月1日にユニットのシングルとして発売された。

## 背景とリリース
作詞した秋元康はAKB48の総合プロデューサーであり、作曲したBOUNCEBACKは本楽曲以外にもAKB48の楽曲を多数手がけている。編曲はアイドリング!!!の曲を多数手がけるFunta7（Funta）が起用されている。なお、Funta7はAKB48の一部の楽曲も手掛けており、BOUNCEBACKも後に「Don't be afraid」などでアイドリング!!!の楽曲を手掛けている。楽曲の歌唱メンバーは両グループよりそれぞれ8人ずつ選抜されている。
楽曲のシングルCDは初回限定盤A、初回限定盤B、通常盤の3種類がリリースされた。2種の初回生産限定盤にはそれぞれ収録内容の異なるDVDが付属している。CDの収録曲は3種類すべて共通である。ジャケットは3種類それぞれで異なっている。特典として、2種の初回生産限定盤および通常盤の初回生産分にはイベント参加抽選シリアルナンバーカードが封入されており、通常盤の初回生産分にはこのほかにオリジナルトレーディングカード（全20種のうちランダムで1種）が封入されている。
シングルのカップリング曲には、双方のアイドルグループの楽曲をお互いがカバーをしたものが収録されている。
キャッチコピーは「大人の事情はさておき、日本で一番可愛いアイドルユニットが誕生しました」。
2009年4月26日付けで、AKB48を卒業した大島麻衣にとっては「AKBアイドリング!!!」名義としては最初で最後の選抜、AKB48単体を含めても最後のシングルとなった。
オリコンランキングで、週間2位を記録。当時としてアイドリング!!!の最高位（5位）とAKB48の最高位（3位）を共に更新した。
楽曲はアイドル選手権「Push★1」のテーマソングに使用された。

## シングル収録トラック

### 初回限定盤A
| #         | タイトル                           | 作詞      | 作曲       | 編曲               | 時間  |
| --------- | ---------------------------------- | --------- | ---------- | ------------------ | ----- |
| 1.        | 「チューしようぜ!」                | 秋元康    | BOUNCEBACK | Funta7             | 4:00  |
| 2.        | 「モテ期のうた」(AKB48)            | 酒井健作  | Funta      | Funta              | 4:38  |
| 3.        | 「会いたかった」(アイドリング!!!)  | 秋元康    | BOUNCEBACK | 田口智則、稲留春雄 | 3:58  |
| 4.        | 「チューしようぜ! (Instrumental)」 |           |            |                    | 3:58  |
| 合計時間: | 合計時間:                          | 合計時間: | 合計時間:  | 合計時間:          | 16:34 |

| #  | タイトル                                            | 作詞 | 作曲・編曲 |
| -- | --------------------------------------------------- | ---- | ---------- |
| 1. | 「MUSIC VIDEO：チューしようぜ!（オリジナル ver.）」 |      |            |
| 2. | 「Making of チューしようぜ!（PV撮影）」             |      |            |

### 初回限定盤B
| #  | タイトル                           | 作詞     | 作曲       | 編曲               |
| -- | ---------------------------------- | -------- | ---------- | ------------------ |
| 1. | 「チューしようぜ!」                | 秋元康   | BOUNCEBACK | Funta7             |
| 2. | 「モテ期のうた」(AKB48)            | 酒井健作 | Funta      | Funta              |
| 3. | 「会いたかった」(アイドリング!!!)  | 秋元康   | BOUNCEBACK | 田口智則、稲留春雄 |
| 4. | 「チューしようぜ! (Instrumental)」 |          |            |                    |

| #  | タイトル                                                 | 作詞 | 作曲・編曲 |
| -- | -------------------------------------------------------- | ---- | ---------- |
| 1. | 「MUSIC VIDEO：チューしようぜ!（チューだけだぜ! ver.）」 |      |            |
| 2. | 「Making of チューしようぜ!（ジャケット撮影）」          |      |            |

### 通常盤
| #  | タイトル                           | 作詞     | 作曲       | 編曲               |
| -- | ---------------------------------- | -------- | ---------- | ------------------ |
| 1. | 「チューしようぜ!」                | 秋元康   | BOUNCEBACK | Funta7             |
| 2. | 「モテ期のうた」(AKB48)            | 酒井健作 | Funta      | Funta              |
| 3. | 「会いたかった」(アイドリング!!!)  | 秋元康   | BOUNCEBACK | 田口智則、稲留春雄 |
| 4. | 「チューしようぜ! (Instrumental)」 |          |            |                    |

## 歌唱メンバー
| アイドリング!!! - 朝日奈央 - 遠藤舞 - 菊地亜美 - 酒井瞳 - 外岡えりか - 三宅ひとみ - 谷澤恵里香 - 横山ルリカ | AKB48 - 板野友美 - 大島麻衣 - 大島優子 - 小野恵令奈 - 河西智美 - 小嶋陽菜 - 前田敦子 - 松井珠理奈 |